# Nova Lipa (Črnomelj, Slovenija)
Nova Lipa je naselje u slovenskoj Općini Črnomelju. Nova Lipa se nalazi u pokrajini Dolenjskoj i statističkoj regiji Jugoistočnoj Sloveniji. 

## Stanovništvo
Prema popisu stanovništva iz 2002. godine naselje je imalo 104 stanovnika.